# Parafia św. Mikołaja w Ornecie
Parafia św. Mikołaja – parafia prawosławna w Ornecie, w dekanacie Gdańsk diecezji białostocko-gdańskiej.
Na terenie parafii funkcjonują 2 cerkwie:
- cerkiew św. Mikołaja w Ornecie – parafialna
- cerkiew św. Włodzimierza w Morągu – filialna

## Historia

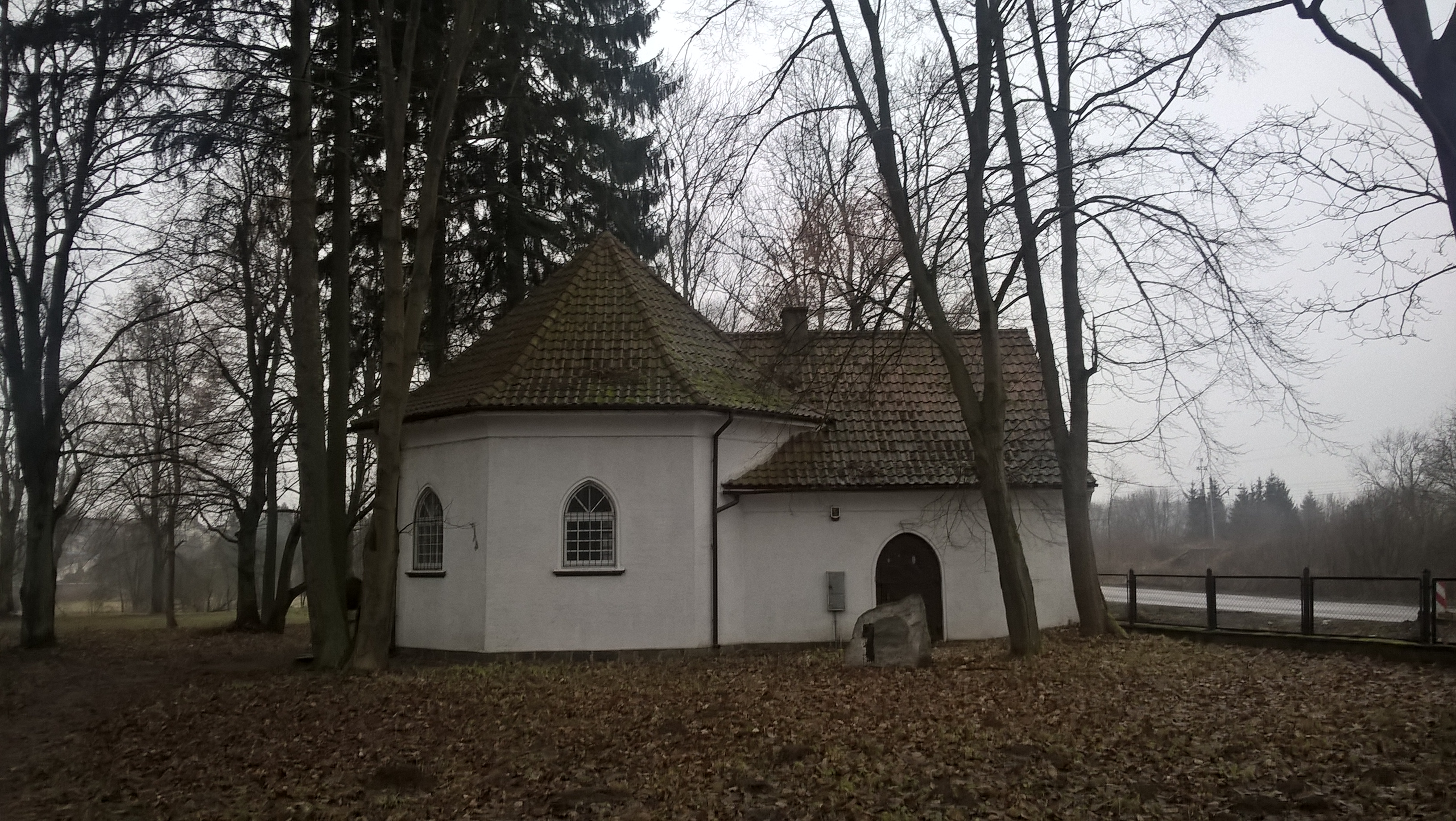
Cerkiew filialna św. Włodzimierza w Morągu

Parafia prawosławna w Ornecie powstała po przesiedleniu do tego miasta ludności ukraińskiej w czasie akcji „Wisła”. Cerkwią parafialną stał się dawny kościół ewangelicki. Pierwszy proboszcz parafii, ks. Aleksy Nestorowicz, rozpoczął w 1948 jego remont. Dzięki zbiórkom darów wiernych na terenie całego Polskiego Autokefalicznego Kościoła Prawosławnego przeprowadzane były kolejne renowacje (remont plebanii, fasady i ściany zachodniej, dachu, wymiana części ikonostasu). 
W latach 1998–2003 parafią kierował późniejszy biskup szepetowski (w jurysdykcji Ukraińskiego Kościoła Prawosławnego Patriarchatu Moskiewskiego) Włodzimierz (Melnyk).
Placówka filialna w Morągu powstała w lipcu 1964.
Parafia w Ornecie należy do najmniejszych parafii prawosławnych w Polsce; liczba jej wiernych ulega dalszemu spadkowi. W 2016 w Ornecie mieszkało ok. 60 prawosławnych, natomiast filia w Morągu grupowała niespełna 30 wiernych.

## Wykaz proboszczów
- 1948–1959 – ks. Aleksy Nesterowicz
- 1959–1964 – ks. Michał Kalin
- 23.02.1964 – 1966 – ks. Grzegorz Misijuk
- 1966–1967 – ks. Anatol Kiryk
- 1967–1969 – ks. Anatol Siegień
- 1969–1997 – ks. Włodzimierz Kuryłowicz
- 1997–1998 – o. ihumen German (Trofimiuk), administrator: ks. Witalis Leończuk
- 9.09.1998 – 25.05.2003 – o. ihumen Włodzimierz (Melnyk), administrator: ks. Witalis Leończuk
- 2003–2009 – ks. Marek Kozłowski
- 1.01.2010 – 30.04.2011 – ks. Rościsław Sołopenko
- 1.05.2011 – 2021 – ks. Radosław Kondraciuk
- 2021–2022 – ks. Dariusz Sulima[5]
- od 2022 – p.o. ks. Witalis Leonczuk[6]